# ラヴ・ソングス (ビリー・ジョエルのアルバム)
ラヴ・ソングス（She's Always a Woman: Love Songs）は、2011年に発表されたビリー・ジョエルのベスト・アルバム。

## 解説
デビュー40周年を記念し、ビリーが選曲した、バラード・ベスト・アルバム。

## 収録曲
全曲ビリー・ジョエル作。
1. シーズ・オールウェイズ・ア・ウーマン - "She's Always a Woman" - 3:21
2. オネスティ - "Honesty" - 3:53
3. 素顔のままで - "Just the Way You Are" - 4:52
4. 流れ者の祈り - "Travelin' Prayer" - 4:14
5. イノセント・マン - "An Innocent Man" - 5:18
6. ナイト・イズ・スティル・ヤング - "The Night is Still Young" - 5:26
7. ディス・イズ・ザ・タイム - "This is the Time" - 5:01
8. シーズ・ガット・ア・ウェイ（ライヴ） - "She's Got a Way" (Live) - 3:00
9. テンプテイション - "Temptation" - 4:13
10. ノクターン - "Nocturne" - 2:53
11. アンティル・ザ・ナイト - "Until the Night" - 6:35
12. シーズ・ライト・オン・タイム - "She's Right on Time" - 4:14
13. 僕の故郷 - "You're My Home" - 3:13
14. 愛する君に - "State of Grace" - 4:28
15. 今宵はフォーエバー - "This Night" - 4:16
16. シェイムレス - "Shameless" - 4:27
17. そして今は… - "And So It Goes" - 3:38
18. 君が教えてくれるすべてのこと（リミックス） - "All About Soul" (Remix) - 5:58